# Cathy Edwards
Cathy Edwards es una filóloga, ingeniera informática, matemática y emprendedora australiana, quien fue cofundadora y jefa de tecnología de la aplicación de motor de búsqueda Chomp, en donde empezó junto con Ben Keighran en 2009. Más adelante, en 2015 pasó a ser CEO y cofundadora de Undeciable Labs.

## Comienzos
Cathy es la mayor de sus hermanos. A la edad de 9 años, Cathy, tuvo la fortuna de poder asistir a una escuela donde existían clases semanales de programación. Le encantaban las clases de matemáticas y sus profesores le animaron a participar en diferentes actividades relacionadas, como competiciones nacionales e internacionales de esta materia.
En la universidad, Cathy eligió una carrera que le permitió un horario bastante flexible, y pudo tomar una amplia gama de asignaturas de distintos departamentos. Estudió en la Universidad de Australia Occidental Matemáticas Puras por el amor que sentía hacia ellas, y también pensó que estudiar Ingeniería Informática le sería muy útil. Más adelante añadió a su currículum Filología.
En su tercer año de universidad, recibió una beca nacional de Telstra, que además incluía la opción de internarse en su laboratorio en el verano. Durante la beca, creó un prototipo de hardware y software para un dispositivo portátil que permitía enviar mensajes de texto ocultos. Después de su internamiento, Telstra le ofreció un puesto permanente en su grupo de investigación de IA. Con ellos creó una máquina de aprendizaje a gran escala, un procesador de lenguaje natural y un motor de reconocimiento de voz. Cuando los laboratorios de investigación fueron cerrados en 2005, Cathy cambió a un nuevo rol en un recién creado departamento de tecnología y dirigió a un equipo de desarrolladores y diseñadores con el fin de construir prototipos para futuros productos móviles. Todo esto fue anterior a la aparición del archiconocido iPhone, y presentaba conceptos como internet y música en streaming, además de una app store.
Tras esta aventura decidió hacer un cambio en su carrera, pero Cathy aún era joven e inexperimentada por lo que acudió a un mentor suyo, el cual la aconsejó que hiciese una máster en MBA (Master in Business Administration). Cathy siguió su consejo y aplicó a la escuela de negocios INSEAD en Francia y fue aceptada. Tenía que mudarse a los dos meses, pero durante este tiempo sufrió una crisis de valores y se dio cuenta de qué era lo que en verdad deseaba: quería crear una compañía de tecnología. Tenía 25 años cuando llegó a esta conclusión. Sus padres eran emprendedores con múltiples negocios (no relacionados con la tecnología) en Australia. Desde pequeña ayudó a sus padres los fines de semana en cualquier trabajo que pudiera desempeñar. Por tanto había crecido entendiendo qué era necesario para construir un negocio. Esto le llevaba a desdeñar la idea de desempeñar un pequeño papel en una gran compañía, lo cual, según Cathy, no le permitiría realmente ayudar a la empresa.
Aunque el MBA le habría ayudado en esta empresa, Cathy decidió no meterse en deudas y conseguir la misma experiencia trabajando para alguna startup en Silicon Valley. Tras esta difícil decisión, Cathy abandonó el máster antes de que este siquiera empezara, y comenzó su búsqueda de trabajo en San Francisco. Pasó poco tiempo buscando trabajos en Craigslist y entrevistándose mediante Skype (ella vivía por aquel entonces en Melbourne). Tuvo bastante suerte de que, según sus propias palabras, en aquella época el talento era escaso en Silicon Valley por lo que la gente estaba dispuesta a tomar riesgos y contratarla sin siquiera haberla conocido en persona.

## Vida laboral
Llegó a San Francisco dos días antes de comenzar en su primer trabajo en 3jam como gerente de producto.
Tras esta etapa, se unió a Friendster, compañía que era bastante popular en el sudeste asiático (Islas Filipinas, Malasia, Singapur e Indonesia). Cathy consideraba que esta cultura tenía una ambiente interesante para establecer productos móviles. Monetizaron una red social de una manera que no se había hecho hasta el momento. Consistía en vender paquetes de datos y de SMS de Friendster a través de los operadores y generar ingresos compartidos con estos. Esto fue bastante innovador en su día. Cathy trabajó con los operadores allí para lanzar estos nuevos datos de intercambio de ingresos y paquetes de SMS para teléfonos móviles en esa región.
Tras año y medio en Silicon Valley, Cathy había encontrado su propio camino y se sentía preparada para empezar algo por su misma. Su cofundador, Ben, y ella eran amigos desde hacía tiempo. Ben es australiano también, y había estado en la industria de móviles durante varios años, razón por la que se habían conocido inicialmente. Además, él quería lanzar una compañía también, y tenían buena química y habilidades complementarias. Dado que ambos tenían un historial bastante relacionado con los teléfonos móviles, realmente entendieron los cambios ocurridos en el ecosistema con el lanzamiento del iPhone y Android. Para 2009, las aplicaciones habían alcanzado un punto de inflexión donde había tantas aplicaciones que no podías encontrar la que tú quisieras mediante una simple ojeada entre los tops. Los motores de búsqueda estaba ganando importancia. Existía un gran potencial para los negocios de aplicaciones de búsqueda. Fue este el motivo que realmente les llevó a lanzar Chomp. Su necesidad por ser más relevantes para los usuarios que incluso la App Store de Apple o el buscador de Google Play, lo cual consiguieron con su tecnología patentada.
En febrero de 2012 Apple adquirió Chomp por 50 millones de dólares, es entonces cuando tanto Cathy como Ben se unieron a esta compañía. Desde que se unió a Apple, Edwards ha sido parte de alguno de los proyectos más importantes de la compañía en relación con la telefonía. En un principio asumió el rol de Jefa de Búsqueda y Medición, donde fue responsable de los sistemas de búsqueda en múltiples productos de Apple. Estos incluyen la búsqueda de App Store, iTunes y Maps. Ocho meses después, justo antes de que Apple dejara de lado a Chomp, pasó a ser la directora de evaluación y calidad de Apple Maps. No fue hasta abril de 2014 cuando dejó la compañía.
En enero de 2015, Cathy lanzó, con la ayuda de sus exalumnos de Chomp, Steffanie Kraus, Hania Yrani y Eva Mok, la startup de compras Undecidable Labs, con sede en San Francisco. Pasó a ser CEO y cofundadora de esta. Consistía en una herramienta de filtrado que ayudaba a la gente a reducir el proceso de toma de decisiones de sus productos.
Año y medio después, en octubre de 2016, Google adquiere Undecidable Labs. Es entonces cuando Cathy Edwards pasa a ser directora de ingeniería de Google Images.